# 山田敬蔵
山田 敬蔵（やまだ けいぞう、1927年（昭和2年）11月30日 - 2020年（令和2年）4月2日）は、日本のマラソン選手。1952年ヘルシンキオリンピック男子マラソン日本代表。現役時代の所属は同和鉱業花岡鉱業所。

## 経歴・人物
秋田県北秋田郡大館町（現在の大館市）出身。15歳の時に満蒙開拓青少年義勇軍に志願して中国大陸・満洲国へ渡った経歴を持つ。満洲時代に2,000mや10,000mを走って自信をつけたことを語っている。
第二次世界大戦終了後に満洲から引き揚げ、秋田へ帰郷してから本格的に陸上競技に取り組むようになる。1949年の第4回国民体育大会（東京都）に秋田県代表として一般男子マラソンに出場し、この時に初めて42.195 kmのフルマラソンを走った。
1952年、戦後の日本が初参加となったヘルシンキオリンピックに、マラソン日本代表として出場し、25位。
1953年4月20日、ボストンマラソンにおいて優勝。記録は2時間18分51秒。当時世界最高記録とされた（のちに距離不足が判明している）。1954年の大映映画『心臓破りの丘』（監督：木村恵吾、脚本：須崎勝弥、主演は根上淳で役名は「上田栄三」）は、山田をモデルとしたフィクション作品である。
ボストンマラソンには1953年、1957年、1975年、1976年、1995年からは毎年出場しており、1998年から2001年は70歳以上の部を4連覇している。2003年にはボストンマラソン優勝50年を記念して招待選手として出場している。また、優勝年の1953年にちなみ、ゼッケン番号1953は永久欠番となっており、出場時には山田のみがこの番号を付けることが許されている。2007年大会も4時間24分07秒のタイムで完走している。
1961年の秋田国体炬火リレーの最終走者である。2007年の秋田わか杉国体でも炬火リレーの走者（最終走者の直前の走者）となった。晩年まで各地のマラソン大会に招待選手として参加しており、その健脚を披露していた。
2009年7月、81歳でフルマラソンから引退を表明した。
故郷である秋田県大館市の名誉市民であり、大館市では、山田の功績を讃えて毎年4月29日に山田記念ロードレース大会を実施している。
2020年4月2日に死去。92歳没。

## 脚註
1. ↑  “山田敬蔵さん死去　ボストン・マラソン覇者、大館出身”. 秋田魁新報. (2020年4月23日) 2020年4月23日閲覧。
2. 1 2  “山田敬蔵さんが９２歳で死去…５３年の米ボストン・マラソンで優勝”. スポーツ報知.  報知新聞社 (2020年4月23日). 2024年11月30日閲覧。
3. 1 2 3 4  「小さな日本人‐マラソン・山田敬蔵」『努力の花は咲く』林好一著 文芸社 77頁～79頁
4. ↑  “ボストン・マラソンで山田敬蔵優勝”. 昭和毎日.  毎日新聞 (1953年4月20日). 2011年4月17日時点のオリジナルよりアーカイブ。2024年11月30日閲覧。
5. ↑  心臓破りの丘 - MOVIE WALKER PRESS
6. ↑  “山田敬藏記念ロードレース大会”.   山田敬藏記念ロードレース大会. 2024年11月30日閲覧。